# Беловский сельский округ
Беловский сельский округ (каз. Белое ауылдық округі) — административная единица в составе Мамлютского района Северо-Казахстанской области Казахстана. Административный центр — село Белое. Аким сельского округа — Бакин Булат Бейсенбеевич.
Население — 1305 человек (2009, 2434 в 1999, 2922 в 1989).
В сельском округе имеется 2 школы, мини-центр для детей дошкольного возраста, клуб, 2 библиотеки, фельдшерский пункт, 2 медицинских пункта.
В состав сельского округа вошла территория ликвидированного Родинского сельского совета (села Чистое, Коваль, Сливное). Села Прогресс и Студёное были ликвидированы в 2018 году.

## Состав
В состав округа входят такие населенные пункты:
| Населенный пункт | Население, человек (1989) | Население, человек (1999) | Население, человек (2009) |
| ---------------- | ------------------------- | ------------------------- | ------------------------- |
| Белое, село      | 1035                      | 962                       | 718                       |
| Коваль, село     | 183                       | 175                       | 65                        |
| Прогресс, село   | 241                       | 209                       | 41                        |
| Сливное, село    | 190                       | 135                       | 60                        |
| Студёное, село   | 100                       | 98                        | 1                         |
| Чистое, село     | 862                       | 563                       | 249                       |
| Щучье, село      | 311                       | 292                       | 171                       |